# Oligosoma microlepis
Oligosoma microlepis är en ödleart som beskrevs av  Patterson och DAUGHERTY 1990. Oligosoma microlepis ingår i släktet Oligosoma och familjen skinkar. IUCN kategoriserar arten globalt som sårbar. Inga underarter finns listade i Catalogue of Life.